# Wabi-sabi

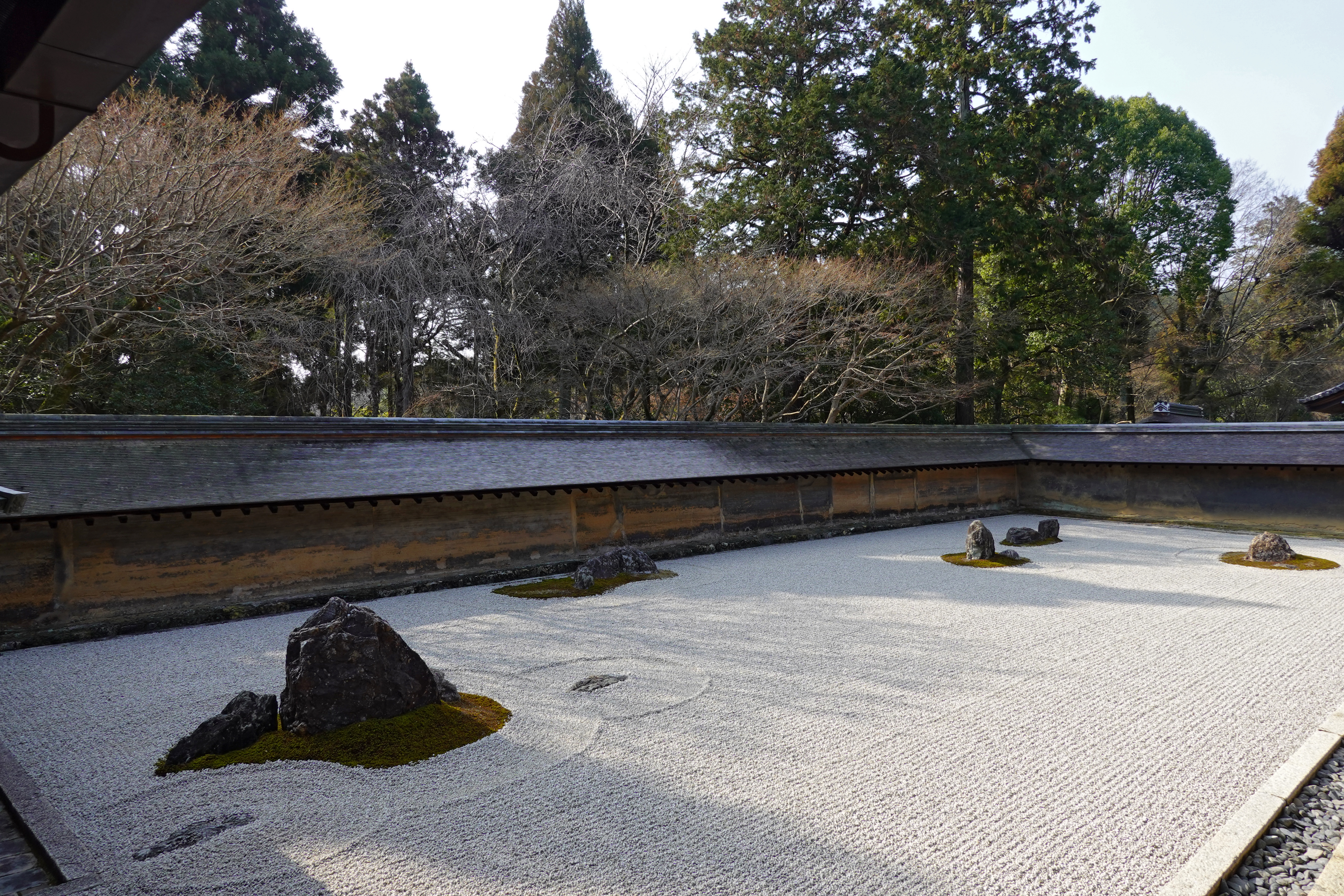
Jardín zen de Ryōan-ji. Fue construido durante el período Higashiyama. La pared de arcilla, que está manchada por el tiempo con sutiles tonos marrones y anaranjados, refleja los principios sabi, mientras que el jardín de rocas refleja los principios wabi.

En la estética tradicional japonesa,  (侘び寂び wabi-sabi?)  se centra en la aceptación de la fugacidad y la imperfección. A veces se describe la estética como la apreciación de la belleza que es "imperfecta, impermanente e incompleta" por naturaleza.  Está presente en muchas formas del arte japonés.  
Wabi-sabi es una composición de dos conceptos estéticos interrelacionados,  (侘 wabi?) y  (寂 sabi?). De acuerdo a la Stanford Encyclopedia of Philosophy, wabi puede traducirse como "belleza discreta y austera", mientras que sabi significa "pátina rústica"." Wabi-sabi deriva de la enseñanza budista de las tres marcas de existencia (三法印 sanbōin?), específicamente impermanencia (無常 mujō?), sufrimiento (苦 ku?) y vacío o ausencia de naturaleza propia (śūnyatā) (空 kū?).

## Características
Las características y principios de la estética wabi-sabi incluyen la asimetría, la rudeza, la simplicidad, la economía, la austeridad, la modestia, la intimidad y la apreciación tanto de los objetos naturales como de las fuerzas de la naturaleza.

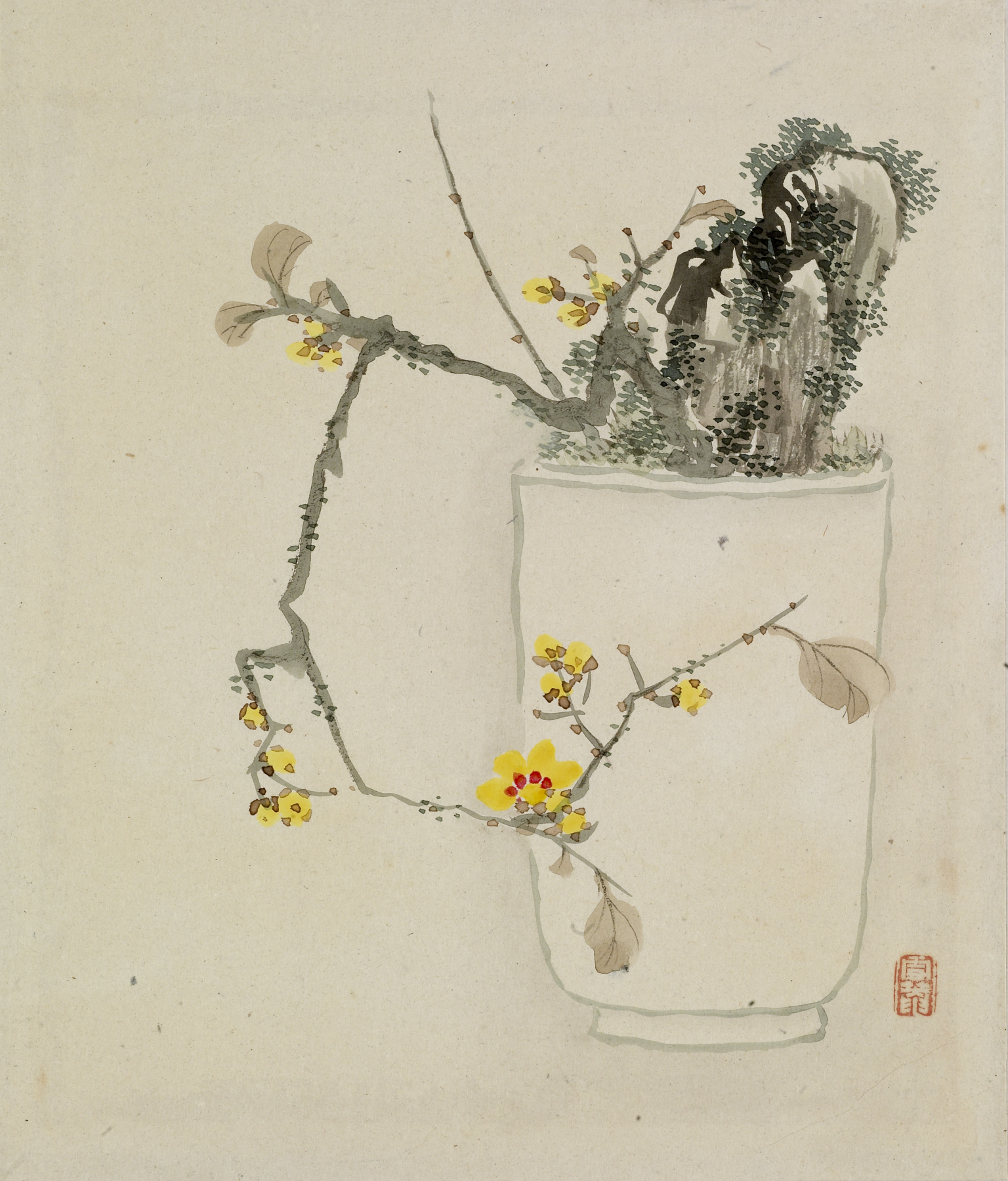
Yoshizawa Setsuan - Leaf from Album Depicting Birds, Flowers, Landscapes, and Flower Pots - Walters 3517417B

Wabi connota simplicidad rústica, frescura o quietud, o elegancia sutil y discreta, y es aplicable a objetos tanto naturales como hechos por el ser humano. También se puede referir a peculiaridades o anomalías que surgen durante el proceso de construcción y dotan de elegancia y unicidad al objeto. Sabi es la belleza o serenidad que aparece con la edad, cuando la vida del objeto y su impermanencia se evidencian en su pátina y desgaste, o en cualquier arreglo visible.
El wabi-sabi puede describirse como "el rasgo más llamativo y característico de lo que consideramos belleza tradicional japonesa. Ocupa aproximadamente la misma posición en el panteón japonés de valores estéticos que los ideales griegos de belleza y perfección en Occidente"." Otra descripción del wabi-sabi por Andrew Juniper señala que "si un objeto o expresión puede provocar, dentro de nosotros, una sensación de serena melancolía y un anhelo espiritual, entonces ese objeto podría decirse que es wabi-sabi". Para Richard Powell,"El wabi-sabi nutre todo lo que es auténtico al reconocer tres realidades simples: nada dura, nada está terminado y nada es perfecto".
Ambos conceptos, wabi y sabi, sugieren sentimientos de desconsuelo y soledad. Según la perspectiva budista Mahāyāna, estas son características positivas, al representar la liberación del mundo material y la trascendencia hacia una vida más sencilla. La propia filosofía Mahayana, sin embargo, advierte de que la comprensión verdadera no puede alcanzarse mediante palabras o lenguajes, por lo que aceptar el wabi-sabi en términos no verbales sería el enfoque más adecuado.
En la filosofía zen, se detallan siete principios estéticos vinculados al alcance wabi-sabi:
- Fukinsei: asimetría, irregularidades
- Kanso: simplicidad
- Koko: minimalismo
- Shizen: desafectado (sin pretensiones), natural
- Yugen: belleza sutilmente profunda, no obvia
- Datsuzoku: libre de convenciones limitantes
- Seijaku: sereno, ameno.

## Historia

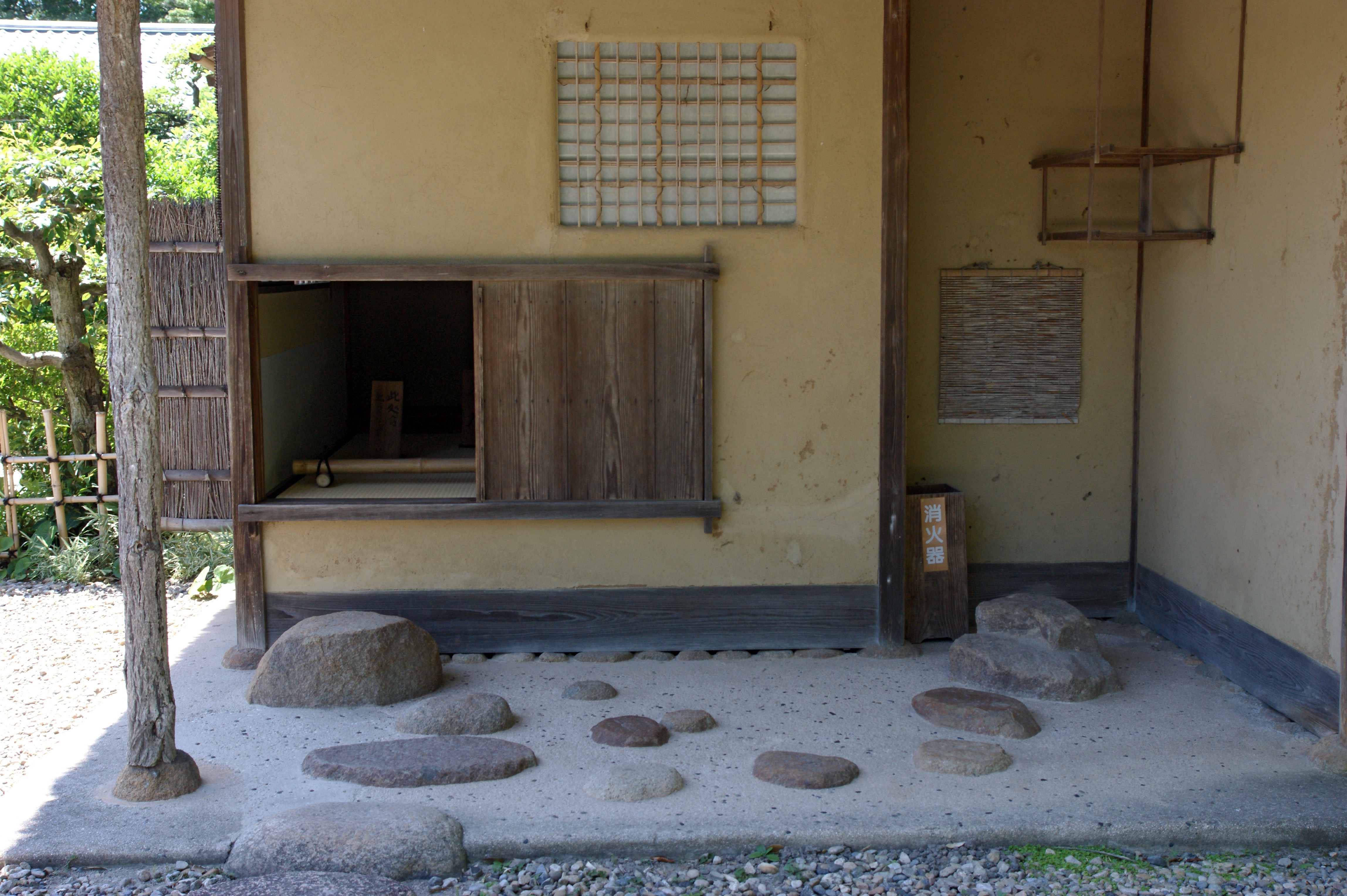
Entrada de Nijiriguchi a una casa de té

Wabi-sabi tiene raíces en el antiguo taoísmo chino y en el budismo zen. Comenzó a dar forma a la cultura japonesa cuando el sacerdote zen Murata Jukō (村田珠光, 1423–1502) modificó la ceremonia del té.  Introdujo instrumentos simples y toscos, de madera y arcilla para reemplazar el oro, el jade y la porcelana del servicio de té de estilo chino que era popular en ese momento. Aproximadamente cien años después, el maestro del té Sen no Rikyū (千利休, 1522 – 21 de abril de 1591) introdujo el wabi-sabi a la realeza con su diseño de la casa de té: "Construyó una casa de té con una puerta tan baja que incluso el emperador tendría que inclinarse para entrar, recordando a todos la importancia de la humildad ante la tradición, el misterio y el espíritu". 
Después de siglos de incorporar influencias artísticas y budistas de China, wabi-sabi eventualmente evolucionó hasta convertirse en un ideal claramente japonés. Con el tiempo, los significados de wabi y sabi cambiaron y se volvieron más alegres y esperanzadores. Particularmente entre la nobleza japonesa, la comprensión del vacío y la imperfección se consideraba equivalente al primer paso hacia satori o la iluminación. En el Japón actual, el significado de wabi-sabi a menudo se condensa en "sabiduría en la simplicidad natural". En los libros de arte, normalmente se define como "belleza defectuosa".  Las obras de arte Wabi-sabi a menudo enfatizan el proceso de elaboración de la pieza y que ésta, en última instancia, está incompleta. 

## En las artes japonesas
Al principio, algo que exhibiera cualidades wabi-sabi sólo podía "encontrarse en las sencillas viviendas de los agricultores que salpicaban el paisaje, personificadas en faroles de piedra abandonados cubiertos de musgo o en cuencos simples y otros utensilios domésticos utilizados por la gente común".  Sin embargo, hacia el final del período medieval tardío, la clase dominante comenzó a utilizar estos valores estéticos para crear intencionalmente "utensilios para la ceremonia del té, artesanías, salas y cabañas para la ceremonia del té, casas, jardines, incluso comida y dulces, y sobre todo modales y etiqueta". 
Muchas formas de arte japonés han sido influenciadas por la filosofía Zen y Mahayana durante los últimos mil años, siendo los conceptos de la aceptación y contemplación de la imperfección, y el flujo constante e impermanencia de todas las cosas particularmente importantes para las artes y la cultura japonesas.  Como consecuencia de ello, se puede considerar que muchas formas de arte japonesas encapsulan y ejemplifican los ideales del wabi-sabi. 

### Diseño de jardines
Los jardines japoneses comenzaron como espacios abiertos muy simples que tenían como objetivo alentar a los kami, o espíritus, a visitarlos. Durante el período Kamakura, los ideales zen comenzaron a influir en el arte del diseño de jardines en Japón.  Los jardines de los templos estaban decorados con grandes rocas y otras materias primas para construir jardines de rocas Karesansui o zen. "Sus diseños infundieron en los jardines una sensación de surrealismo e invitaron a los espectadores a olvidarse de sí mismos y sumergirse en los mares de grava y los bosques de musgo. Al relajar el rígido sentido de la percepción, las escalas reales del jardín se volvieron irrelevantes y los espectadores pudieron percibir los enormes paisajes en lo más profundo de sí mismos". 

#### Jardines de té

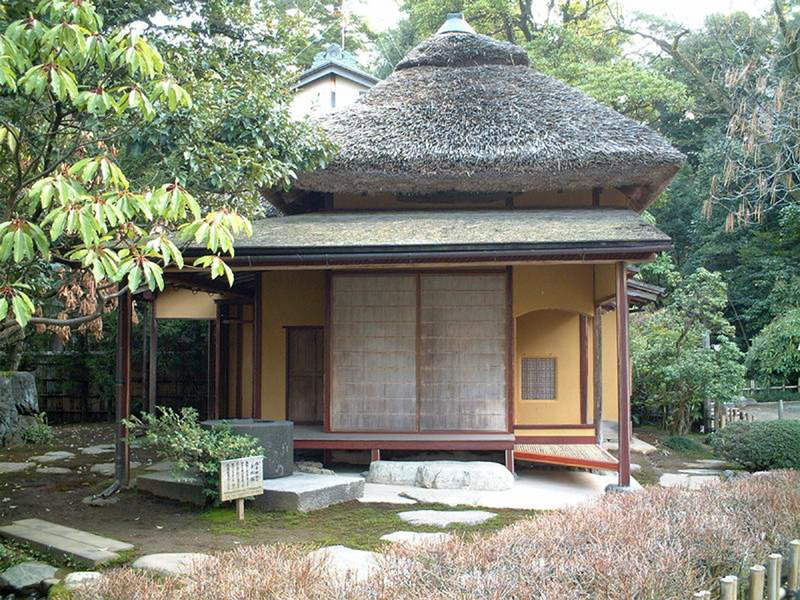
Una casa de té japonesa que refleja la estética wabi-sabi en el jardín Kenroku-en (兼六園)

Debido a la estrecha relación del jardín de té con la ceremonia del té, "el jardín de té se convirtió en una de las expresiones más ricas del wabi sabi".  Estos pequeños jardines generalmente incluían muchos elementos de diseño de estilo wabi-sabi. Fueron diseñados de tal manera que prepararan el escenario para que el visitante hiciera sus propias interpretaciones y los pusieran en el estado mental necesario para participar en la ceremonia del té. 

### Poesía
La poesía japonesa, como el tanka y el haiku, es muy breve y se centra en los atributos definitorios de una escena. "Al retener descripciones verbosas, el poema incita al lector a participar activamente en el cumplimiento de su significado y, como en los jardines zen, a convertirse en un participante activo en el proceso creativo".  A uno de los poetas japoneses más famosos, Basho, se le atribuye el establecimiento del sabi como fuerza emotiva definitiva en el haiku. Muchas de sus obras, al igual que otras expresiones wabi-sabi, no hacen uso del sentimentalismo ni de adjetivos superfluos, sólo de la "imágenes devastadoras de la soledad". 

### Cerámica

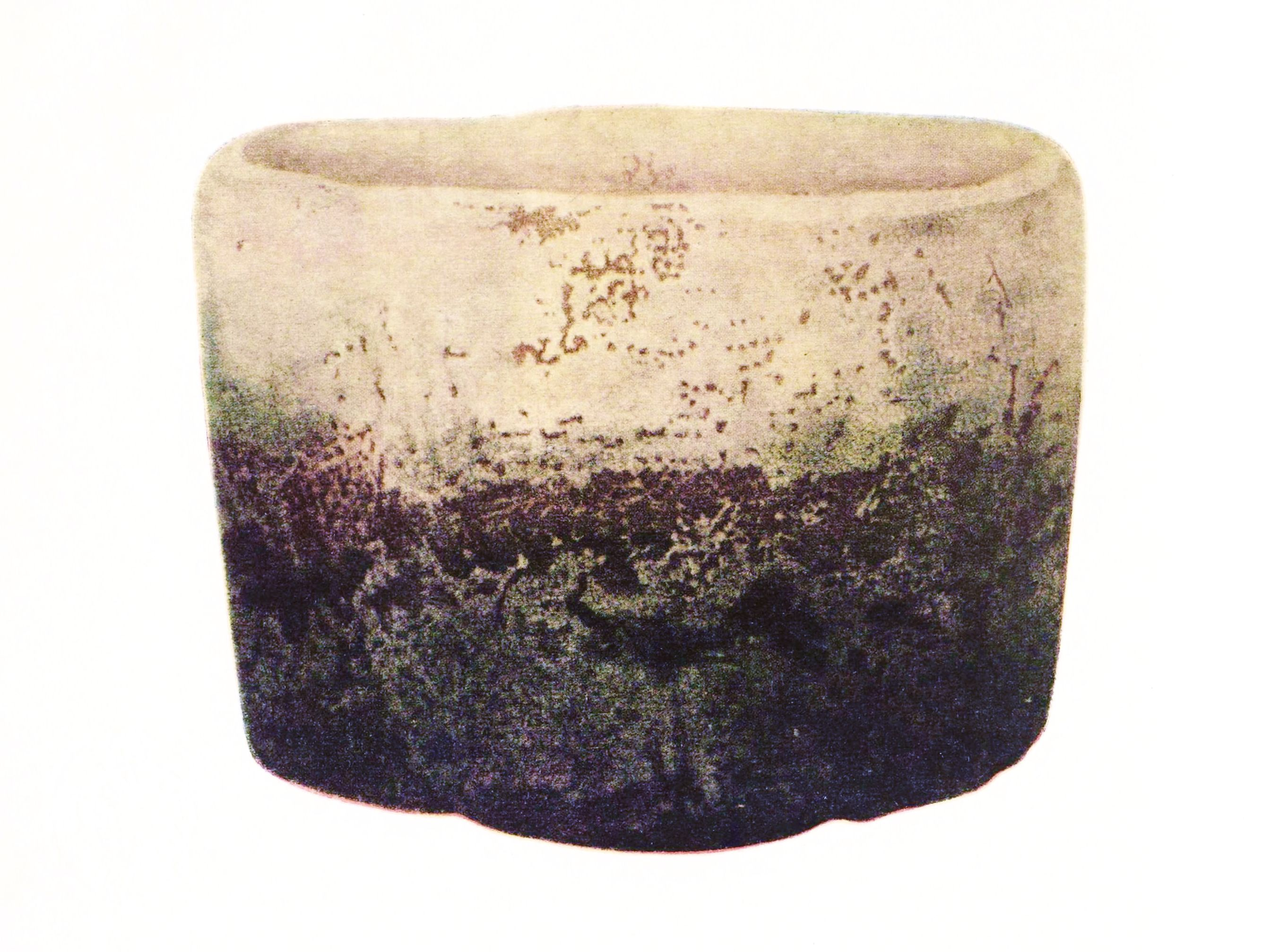
Hon'ami Koetsu Fujisan 1

A medida que aumentaba la preferencia por lo más simple y modesto, los maestros zen encontraron la cerámica ornamentada de China cada vez menos atractiva y demasiado ostentosa.  Los alfareros comenzaron a experimentar con una expresión más libre de la belleza y se alejaron de la uniformidad y la simetría. Los nuevos hornos dieron a los alfareros nuevos colores, formas y texturas, permitiéndoles crear piezas únicas y no uniformes. Estos alfareros utilizaban un tipo específico de cocción que se pensaba que producía la mejor cerámica debido al papel desempeñado por la naturaleza y los esmaltes de ceniza orgánica, una clara encarnación del wabi-sabi. 
Por ejemplo: el cuenco de raku blanco de Hon'ami Kōetsu (本阿弥 光悦; 1558 - 27 de febrero de 1637) llamado "Monte Fuji" (Shiroraku-Chawan, Fujisan) catalogado como tesoro nacional por el gobierno japonés. 
Kintsugi, una técnica específica que utiliza laca dorada para reparar cerámica rota, se considera una expresión wabi-sabi. 

### Arreglo floral
El maestro de té Sen no Rikyū analizó el estilo rikka que era popular en ese momento y no aprobó su adherencia a las reglas formales. Eliminó el formalismo y los jarrones opulentos de China, utilizando sólo los jarrones más simples para las exhibiciones florales (chabana) en sus ceremonias del té.  En lugar de utilizar flores más impresionantes, insistió en el uso de flores silvestres. " El Ikebana, al igual que los jardines, utiliza un medio vivo en el proceso creativo, y es este ingrediente de vida el que aporta una sensación única a los arreglos florales". 
El ikebana se convirtió entonces en una parte muy importante de la ceremonia del té, y las flores eran tratadas con el máximo respeto.  "Cuando un maestro del té ha dispuesto una flor a su gusto, la coloca en el tokonoma, el lugar de honor en una habitación japonesa. Allí reposa como un príncipe entronizado, y los invitados o discípulos, al entrar en la habitación, la saludan con una profunda reverencia antes de dirigirse al anfitrión". 

## Influencia sobre Occidente

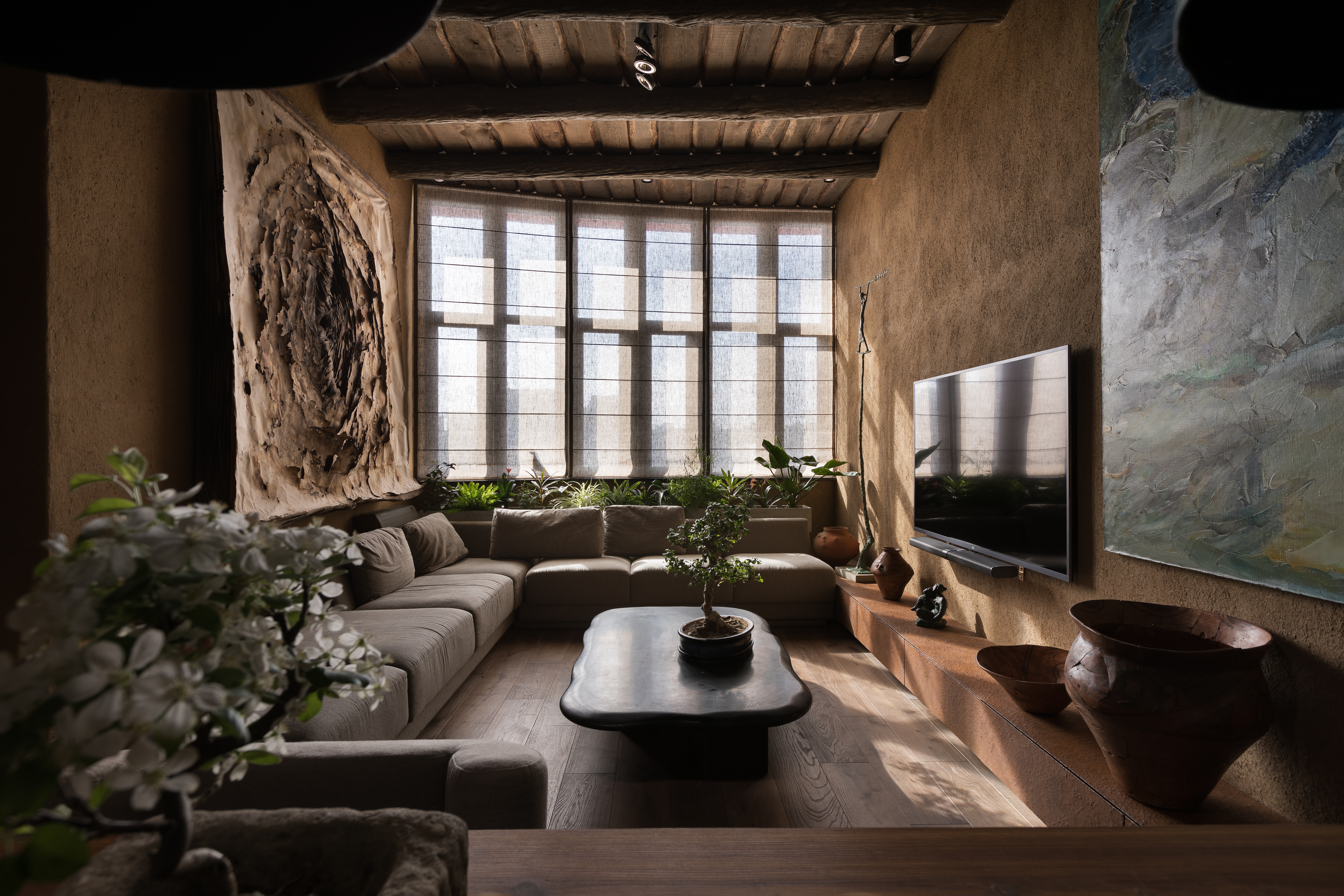
Diseño y decoración de apartamentos con concepto Wabi-sabi

Wabi-sabi Se ha empleado en el mundo occidental en una variedad de contextos, incluidos los de las artes, la tecnología, los medios de comunicación y la salud mental, entre otros.

### Las artes
Muchos diseñadores, escritores, poetas y artistas occidentales han utilizado los ideales wabi-sabi en sus trabajos en distintos grados: algunos consideran el concepto como un componente clave de su arte, mientras que otros lo utilizan mínimamente.
- El diseñador Leonard Koren (nacido en 1948) publicó Wabi-Sabi for Artists, Designers, Poets & Philosophers (1994) [18] como un examen del wabi-sabi, contrastándolo con los ideales occidentales de belleza. Según Penelope Green, el libro de Koren posteriormente "se convirtió en un tema de conversación para una cultura derrochadora empeñada en la penitencia y en una piedra de toque para diseñadores de todo tipo". [19] Este es el libro que introdujo por primera vez el término "wabi-sabi" en el discurso estético occidental.
- Los conceptos Wabi-sabi tuvieron históricamente una importancia extrema en el desarrollo de la cerámica de estudio occidental; Bernard Leach (1887-1979) estuvo profundamente influenciado por la estética y las técnicas japonesas, lo que queda claro en su libro fundacional A Potter's Book.
- También se considera que el trabajo del artista estadounidense John Connell (1940-2009) está centrado en la idea del wabi-sabi ;  otros artistas que han empleado la idea incluyen al ex artista Stuckista y cineasta remodernista Jesse Richards (nacido en 1975), quien la emplea en casi todo su trabajo, junto con el concepto de mono no aware.
- Algunos haikus en inglés también adoptan la estética wabi-sabi en su estilo escrito, creando poemas sobrios y minimalistas que evocan la soledad y la fugacidad.[cita requerida] como "crepúsculo de otoño:/ la corona en la puerta/ se levanta con el viento" de Nick Virgilio.

### Tecnología
Durante la década de 1990, los desarrolladores de software informático tomaron prestado el concepto y lo emplearon en programación ágil y wiki, para describir la aceptación de la imperfección continua de la programación informática producida a través de estos métodos. 

### Salud mental
Se ha evocado el wabi-sabi en un contexto de salud mental como un concepto útil para reducir el pensamiento perfeccionista. 

### En los medios
En 2009, Marcel Theroux presentó "En busca de Wabi Sabi" en BBC Four, como parte de la temporada de programación Japón Oculto del canal, viajando por todo Japón tratando de comprender los gustos estéticos de su gente. Theroux comenzó representando cómicamente un desafío del libro Living Wabi Sabi de Taro Gold, pidiendo a los miembros del público en una calle de Tokio que describieran wabi-sabi ; los resultados mostraron que, tal como predijo Gold, "probablemente te encogerán de hombros educadamente y te explicarán que el wabi sabi es simplemente inexplicable".